# Сън (вестник, Ню Йорк)
„Сън“ (на английски: The Sun) е вестник, излизал в Ню Йорк, САЩ в периода от 1833 до 1950 г.
В политическите си коментари The Sun е по-консервативен от издаваните също в Ню Йорк „Ню Йорк Таймс“ и „Ню Йорк Хералд Трибюн“.
През 1897 г. 8-годишната Вирджиния О'Ханлън пише до вестника с въпрос има ли Дядо Коледа. Отговорът на редактора Франсис Чърч добива световна известност.
Вестникът излиза до 1950 година, когато е погълнат от „Ню Йорк Уърлд-Телеграм“.